# Ходаев, Павел Петрович
Павел Петрович Ходаев (род. 26 сентября 1946, село Мраково, Башкирская АССР) — советский, российский художник, график, монументалист, представитель отечественного модернизма. Член Союза художников России (1975).

## Биография
Павел Ходаев родился 26 октября 1946 года в башкирском селе Мраково в семье служащих. Дед художника был кузнецом, прадед служил фельдшером в Оренбурге. В средней школе учился в городе Салават. В 1960 году Ходаев решил поступить в художественное училище. В 1961 году познакомился с Алексеем Кузнецовым на выставке башкирских художников в Салавате. Дружба с художником сохранилась на всю жизнь.
В 1967 году окончил Уфимское художественное училище искусств, где учился у Алексея Кудрявцева, Ирины Кибальник, Якова Плотникова. В процессе учебы познакомился с представителями уфимской школы живописи Александром Тюлькиным, Александром Пантелеевым, Борисом Домашниковым, Ахматом Лутфуллиным и другими. Дружил с художниками Михаилом Назаровым, Николаем Пахомовым и Станиславом Лебедевым.
После окончания училища вернулся в Салават, где занимался монументальной росписью. В 1968 году переехал в Уфу и работал в местном Художественном фонде до 1971 года. В 1971 — 74 годах работал в секторе технической эстетики Электромеханического НИИ г. Миасса.
С 1974 года Ходаев живёт и работает в Челябинске.

## Работы
В начале 70-х годов Ходаев создал серию живописных и графических работ «Строители», в которую входили картины «Строители» (1973) и «Рабочий с папиросой» (1971) — образцы рабочего портрета периода поздней оттепели, на которых художник пробует стилистику монументальной живописи.
В1980—1990 годах у Ходаева обозначилось движение другой условности в живописи. Появилась серия работ «Эйдо», «Фуга»: «Фуга № 1» (1990), «Фуга № 2» (1991). Работа над серией «Фуга» продолжается до сих пор параллельно другим жанрам.
В начале 1990-х вместе с несколькими челябинскими художниками вошёл в группу «Традиция». По свидетельству искусствоведа Галины Трифоновой, работы членов «Традиции» вызывали огромный интерес: «Ходаев, Аникин, Качалов, Латфулин заряжали наши областные и городские выставки — все шли смотреть, прежде всего, на их работы.». На первой выставке группы Павел Ходаев показывал холсты «Кузница деда» (1989), «Масленица» (1990).
В 1985—1990 годах Ходаев создал работы: «Отечественный булат» (1985), «Кукольное представление» (1986), «Пейзаж с соколом» (1994), «Акафист Пресвятой Богородице» (1995) и «Колодец» (1998).

## Выставочная деятельность
В коллективных выставках Павел Ходаев участвует с 1972 года, в том числе в республиканских и региональных в период с 1974 по 2023 годы. Персональные выставки проходили в Миассе (1973), в картинных галереях Магнитогорска (1983), Уфы (2000), на Башкирском курорте «Янган-Тау» (2000), а также в Выставочных залах Челябинска в период с 1981 по 2021 годы.
Персональные выставки: «Цветы на обочине» (Челябинск, 2012) и «Спелое поле» (Челябинск, 2016). В 2023 года в Екатеринбургском музее изобразительных искусств проходила выставка «Земля, небо и их обитатели», на которой работы Павла Ходаева экспонировались вместе с работами его друга — башкирского художника Михаила Назарова из музейных и частных коллекций.
Работы художника находятся в государственных музейных собраниях России:
— Московском музее современного искусства;
— Башкирском государственном художественном музее имени Михаила Нестерова;
— Челябинском государственном музее изобразительных искусств;
— Екатеринбургском музее изобразительных искусств;
— Магнитогорской картинной галерее;
— Оренбургском областном музее изобразительных искусств;
— Алтайском краевом музее изобразительных и прикладных искусств;
— Пермской государственной художественной галерее;
— Красноярском государственном художественном музее им. В. И. Сурикова, а также представлены в частных коллекциях в России и за рубежом.

## Награды
- 1980 год — лауреат областной премии «Орлёнок» за творческие достижения в области искусства.

- 2008 год — лауреат премии Законодательного Собрания Челябинской области «О присуждении премии Законодательного собрания Челябинской области работникам социальной сферы в области культуры и искусства».[6]

- 2013 год — дипломом 1-й степени в номинации «Живопись» Межрегиональной художественной выставки «Урал XI».[7]

- 2016 год — Золотая медаль «Духовность. Традиции. Мастерство», учреждённой Союзом художников России.

- 2018 год — лауреатом премии «Золотая лира», присуждаемой Администрацией города Челябинска.